# Tilia chingiana
Espèce
Classification phylogénétique
Tilia chingiana, le tilleul du Guangxi,  est un tilleul de taille moyenne, originaire des provinces d'Anhui, Jiangsu, Jiangxi et Zhejiang, en Chine.

## Synonymes
- Tilia breviradiata Rehder
- Tilia orocryptica Croizat
- Tilia tuan Szyszlowicz var. breviradiata Rehder

## Description
T. chingiana est un tilleul à feuilles caduques, atteignant une hauteur de  15 m, son écorce est grise et lisse. Les feuilles cordiformes font 5 à 10 cm de long et sont portées par des pétioles de 2,5 à 4 cm. En Chine, l'arbre fleurit en juin et juillet.

## Culture
L'arbre a été largement introduit en Europe et en Amérique du Nord.